# 2.ª Escuadra Especial (Armada Imperial Japonesa)
La 2.ª Escuadra Especial (10 de febrero de 1917 - 2 de julio de 1919) fue una unidad de la Armada Imperial Japonesa. De acuerdo con la Alianza anglo-japonesa, la flota ayudó a defender la navegación aliada en el teatro de operaciones del Mediterráneo de la Primera Guerra Mundial.

## Antecedentes
Artículo principal: Armada Imperial Japonesa en la Primera Guerra Mundial
Preocupado por la expansión de la influencia rusa en India, Corea y Manchuria, el Imperio Británico y el Imperio del Japón firmaron la Alianza anglo-japonesa en 1902. El tratado fue renovado en 1905 tras la derrota de Rusia en la guerra ruso-japonesa, el foco de la alianza se desplazó hacia Alemania. En octubre de 1911, Winston Churchill fue designado para el cargo de Primer Lord del Almirantazgo. Trató de contrarrestar la amenaza potencial que representaba Alemania en el mar del Norte mediante el redespliegue de buques de guerra en los mares de China y el Mediterráneo. Los dos países renovaron el tratado una vez más, ya que Reino Unido tenía la intención de relegar la responsabilidad de salvaguardar su navegación en el Pacífico y el Mediterráneo a Japón y Francia, respectivamente, en caso de guerra. En 1914, la Armada Imperial Japonesa se dividió en tres flotas. La 1.ª Flota estaba comandada por el vicealmirante Katō Tomosaburō y estaba formada por los acorazados y cruceros de batalla más modernos de la armada. La 2.ª Flota estaba formada en gran parte por barcos rusos capturados y algunos cruceros, estaba comandada por Katō Sadakichi. La 3.ª Flota estaba estacionada en el mar de la China Meridional, estaba compuesta por cruceros y cañoneras. Su fuerza total ascendía a 50 destructores, 14 acorazados y cruceros de batalla, 13 cruceros acorazados, 10 cruceros más ligeros y cruceros antiguos.
El 7 de agosto de 1914, Reino Unido solicitó que Japón destruyera la Escuadra de Asia Oriental. El 15 de agosto, Japón emitió un ultimátum a Alemania exigiendo la entrega de la concesión de la bahía de Kiau Chau y que los barcos alemanes abandonaran las aguas chinas, interviniendo así en la Primera Guerra Mundial del lado de la Triple Entente. Con la expiración del ultimátum, Japón declaró oficialmente la guerra a Alemania, bloqueando, sitiando y finalmente capturando Tsingtao. En septiembre, la 1.ª y 2.ª Escuadra del Pacífico Sur se dirigieron a la Nueva Guinea alemana, donde ocuparon los centros administrativos alemanes en Rabaul, las Islas Carolinas, Palaos, las Islas Marianas y las Islas Marshall. Posteriormente, la armada japonesa participó en la persecución de la Escuadra de Asia Oriental a través de los océanos Índico y Pacífico.
El 2 de septiembre de 1914, los británicos solicitaron que los japoneses enviaran unidades navales al teatro de operaciones del Mediterráneo, para contrarrestar la amenaza que representaban las armadas otomana y austrohúngara, así como la División Alemana del Mediterráneo. Japón se negó citando su participación en el bloqueo de Tsingtao y las operaciones del Océano Pacífico. El 4 de noviembre, Reino Unido reiteró su propuesta ofreciendo apoyar los reclamos japoneses al final de la guerra. Esta propuesta fue rechazada después de que el jefe de Estado Mayor, Shimamura Hayao, expresara la opinión de que la presencia de una fuerza japonesa a tal distancia de la patria crearía el riesgo de una invasión estadounidense. Los británicos persistieron y e insistieron al agregado naval japonés en Londres en diciembre de 1914 y el 13 de enero de 1915, quien los rechazó. Las negociaciones se reanudaron el 2 de febrero de 1916, tras lo cual se acordó que Australia firmaría el Tratado anglo-japonés de comercio y navegación, se permitiría la entrada de inmigrantes japoneses en Australia y Nueva Zelanda y se permitiría a los médicos japoneses practicar en las colonias británicas. Las concesiones anteriores, junto con el nombramiento de Terauchi Masatake (quien abogó por una mayor cooperación con los británicos) para el cargo de primer ministro de Japón, condujeron a la creación de la 1.ª Escuadra Especial que se encargó de escoltar a los buques de transporte de tropas desde Australia y Nueva Zelanda hasta el Protectorado de Adén, así como tareas de patrulla en la misma ruta. La asistencia japonesa se amplió el 10 de febrero de 1917, cuando se decidió que se crearía una 2.ª Escuadra Especial.

## 2.ª Escuadra Especial
La escuadra estaba encabezada por el crucero de clase Suma Akashi, mientras que también incluía la 10.ª Flotilla de Destructores (Ume, Kusunoki, Kaede, Katsura) y la 11.ª (Kashiwa, Matsu, Sugi y Sakaki), que constaban de 4 destructores de clase Kaba cada uno. La 11.ª Flotilla partió de Japón el 18 de febrero de 1917 y se unió al resto de la escuadra en Singapur el 5 de marzo, donde el almirante Kōzō Satō asumió el mando. La escuadra navegó por Colombo, Adén y Puerto Saíd, llegando a Malta el 16 de abril. La llegada de la escuadra coincidió con el apogeo de la guerra submarina sin restricciones practicada por las Potencias Centrales.
Los japoneses tenían la tarea de escoltar a los barcos de tropas que se dirigían de Malta a Salónica y de Alejandría a Tarento y Marsella. El 4 de mayo de 1917, el Sakaki y el Matsu participaron en el rescate de los pasajeros del transporte británico SS Transylvania, que se hundía tras ser torpedeado frente al golfo de Génova, se salvaron casi 3.000 personas. Posteriormente, el Almirantazgo británico envió un telegrama felicitando a Satō por el servicio de sus hombres en esa ocasión. En junio de 1917, el crucero Izumo de la clase Izumo relevó al Akashi en Malta y se convirtió en el buque insignia del escuadrón. El 11 de junio de 1917, el Sakaki fue torpedeado por el submarino austrohúngaro SM U-27 frente a la costa de Creta, lo que provocó 59 muertos y 22 heridos. El Sakaki sufrió graves daños, sin embargo, logró llegar al puerto de El Pireo. El 25 de junio de 1917, la 15.ª Flotilla de Destructores compuesta por cuatro destructores de la clase Momo (el Momo, el Kashi, el Hinoki y el Yanagi) partieron de Japón y se unieron a la escuadra en agosto de 1917. El 27 de agosto de 1917, el superintendente del astillero de Malta, George Alexander Ballard, elogió la capacidad operativa de los japoneses, comparándolos favorablemente con los de los franceses e italianos. En 1918, el crucero Nisshin de la clase Kasuga reforzó la escuadra, convirtiéndose en buque insignia en noviembre del mismo año.
Al final de la guerra, los barcos pertenecientes a la escuadra habían acompañado a 788 barcos aliados, incluidos transportes con 700.000 soldados. Se enfrentaron a submarinos alemanes y austrohúngaros en 38 ocasiones sin poder hundir ninguno. En diciembre de 1918, el Izumo, acompañado por los destructores Hinoki y Yanagi, navegó de Malta a Scapa Flow para asumir el control de siete submarinos alemanes capturados como botín de guerra. La tripulación de los barcos participó en los desfiles de la victoria de París y Londres de 1919. Regresaron a Malta con los submarinos en marzo de 1919 y el Nisshin acompañó a ocho destructores y los submarinos a Japón, mientras que el Izumo hizo escala en los puertos de Nápoles, Génova y Marsella antes de llegar a Japón con los destructores restantes el 2 de julio de 1919.
Se inauguró un monumento conmemorativo de los militares caídos del Sakaki en el cementerio naval de Kalkara en Malta.

### Buques de la 2.ª Escuadra Especial

#### Cruceros
| Nombre  | Imagen | Botado                   | Tipo         |
| ------- | ------ | ------------------------ | ------------ |
| Akashi  |        | 18 de diciembre de 1897  | Clase Suma   |
| Izumo   |        | 19 de septiembre de 1898 | Clase Izumo  |
| Nisshin |        | 9 de febrero de 1903     | Clase Kasuga |

#### 10.ª División de Destructores
| Nombre   | Imagen | Botado                | Tipo       |
| -------- | ------ | --------------------- | ---------- |
| Ume      | —      | 27 de febrero de 1915 | Clase Kaba |
| Kusunoki | —      | 5 de marzo de 1915    | Clase Kaba |
| Kaede    | —      | 20 de febrero de 1915 | Clase Kaba |
| Katsura  |        | 15 de febrero de 1915 | Clase Kaba |

#### 11.ª División de Destructores
| Nombre  | Imagen | Botado                | Tipo       |
| ------- | ------ | --------------------- | ---------- |
| Kashiwa | —      | 14 de febrero de 1915 | Clase Kaba |
| Matsu   | —      | 5 de marzo de 1915    | Clase Kaba |
| Sugi    | —      | 16 de febrero de 1915 | Clase Kaba |
| Sakaki  |        | 4 de marzo de 1915    | Clase Kaba |

#### 15.ª División de Destructores
| Nombre | Imagen | Botado                  | Tipo       |
| ------ | ------ | ----------------------- | ---------- |
| Momo   | —      | 12 de octubre de 1916   | Clase Momo |
| Kashi  | —      | 1 de diciembre de 1916  | Clase Momo |
| Hinoki |        | 25 de diciembre de 1916 | Clase Momo |
| Yanagi | —      | 24 de febrero de 1917   | Clase Momo |

#### Barcos británicos con tripulación japonesa
A medida que aumentaban las actividades antisubmarinas, a los japoneses se les prestaron dos destructores y dos cañoneras.
| Nombre         | Imagen | Botado                                    | Tipo        |
| -------------- | ------ | ----------------------------------------- | ----------- |
| Sendan (栴檀)  |        | 2 de febrero de 1911 como el HMS Minstrel | Clase Acorn |
| Kanran (橄欖)  | —      | 9 de agosto de 1910 como el HMS Nemesis   | Clase Acorn |
| Gunboat Saikyo | —      |                                           |             |
| Gunboat Tokyo  | —      |                                           |             |